# Santa Ana Maya (kommun)
Santa Ana Maya är en kommun i Mexiko.   Den ligger i delstaten Michoacán de Ocampo, i den centrala delen av landet, 210 km väster om huvudstaden Mexico City.
Följande samhällen finns i Santa Ana Maya:
- Santa Ana Maya
- San Rafael del Carrizal
- La Lobera
- Puerto de Cabras
- Rancho Nuevo
- San Nicolás Cuiritzeo
- Potzundareo
- El Salto Dos
- Ejido San Rafael
- La Ladera